# Carlo Negroni (cestista)
Carlo Negroni (Bologna, 17 marzo 1925 – Castel San Pietro Terme, 3 luglio 2024) è stato un cestista italiano.

## Carriera
Militò per 12 stagioni nella Virtus Pallacanestro Bologna, squadra della quale fu anche capitano. Con la società bolognese vinse 5 scudetti. Prima della Virtus, giocò per il Gira Ozzano.

## Palmarès
- Campionato italiano: 4

Virtus Bologna: 1947-48, 1948-49, 1954-55, 1955-56